# Neper (mitología)
| n · p · r | i |

| n · p · r | i |

| n · p · r | i | A40 |

| n · p · r | i | A40 |

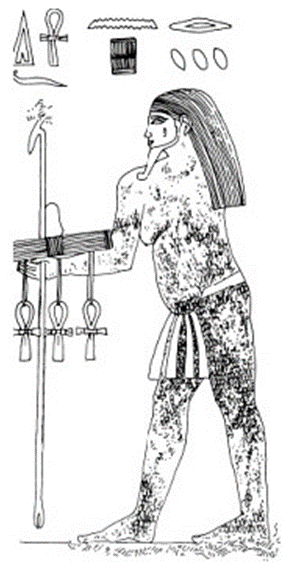
Rara representación de Nepri como un hombre maduro con la descripción icónica del símbolo de 3 granos sobre su cabeza.

Neper, Nepret, Nepra o Nepri, en la mitología del Antiguo Egipto, fue un dios del grano, asociado a las cosechas. Su contraparte femenina era Nepit, diosa del grano.
Era hijo de la diosa Renenutet y su esposa era Tait. Aunque no era una deidad mayor, se le representaba como una figura humana con un cuerpo hecho de granos de trigo o como una figura humana con dos espigas de trigo en la mano o en la cabeza. A veces se le representa como un niño amamantado por Renenutet.
Era una deidad particularmente antigua, siendo adorado desde la época predinástica del Antiguo Egipto. Representaba la protección y la prosperidad de la cebada y el trigo que los egipcios cultivaban.
El faraón Amenemhat I (Dinastía XII) es descrito en un texto como el responsable de la maduración del grano y es llamado 'amado de Neper'. Sin embargo, siendo dependiente del limo traído por la inundación del Nilo, está subordinado a Hapy, que es proclamado 'Señor de Neper'.
En períodos posteriores, fue incorporado al culto de Osiris, que también era un dios de la cosecha y el grano, y en los Textos de los Sarcófagos se le reconoce como un dios 'que vive después de que ha muerto'.